# كارلوس دي مونتوفار
كارلوس دي مونتوفار
ضابط عسكري إكوادوري
كارلوس دي مونتوفار إي لاريا-سوربانو (كيتو، 2 نوفمبر 1780 – بوغا، 31 يوليو 1816) كان نبيلاً وضابطاً عسكرياً كريولياً، ويُعتبر أحد محرري الإكوادور الحالية. حارب إلى جانب سيمون بوليفار، وكان يُلقَّب بـ القائد.
التعليم وعلاقته مع هومبولت
كان كارلوس الابن الثالث لزواج النبلاء الكريوليين: خوان بيو دي مونتوفار إي لاريا، المركيز الثاني لسيلفا أليغري، وتيريسا دي لاريا إي بيّابيثينسيو. كان والده شخصية أساسية في الحركة الاستقلالية التي شهدتها كيتو بين عامي 1809 و1812، والتي كانت من الممهدات لاستقلال الإكوادور.
درس الفلسفة والعلوم الإنسانية في جامعة سانتو توماس دي أكوينو، وتخرج عام 1800. وفي عام 1802 تعرّف على الجغرافيين ألكسندر فون هومبولت وأيمي بونبلان، اللذين وصلا إلى كيتو ضمن رحلتهما العلمية الشهيرة. أقام كارلوس، البالغ من العمر 21 عاماً حينها، صداقة خاصة مع هومبولت منذ اللحظة الأولى، ورافقه خلال بقية الرحلة الأمريكية عبر ما يُعرف اليوم بالإكوادور، البيرو، المكسيك، الولايات المتحدة وكوبا، وحتى عودتهما إلى أوروبا.
في باريس، حضر الاثنان حفل تتويج نابليون الأول إمبراطوراً لفرنسا، ثم غادر كارلوس إلى إسبانيا بينما عاد هومبولت إلى برلين.
كتب مونتوفار مذكّرات رحلته، التي بدأت في كيتو وانتهت في كاخاماركا (البيرو)، وسجّل فيها أحداثاً مهمة، مثل صعود البعثة إلى جبل تشيمبوراثو، وزيارة قلعة الإنكا في إنجابيركا، وعادات السكان الأصليين في كوينكا.
عام 1805، سافر مونتوفار إلى إسبانيا حاملاً عدة رسائل توصية من هومبولت، الذي قدم له كذلك مساعدات مالية. قبل أن يفترقا في باريس، أعطاه البارون 8000 بيسيطة لمصاريفه، ثم أرسل له لاحقاً مبالغ أخرى من برلين. ظهرت شائعات عن علاقة شخصية بينه وبين هومبولت، وهي شائعات كانت مثار جدل حول الأخير منذ القرن التاسع عشر في ألمانيا، وزادها المؤرخ كالداس بتلميحاته. لم يتزوج مونتوفار قط، رغم أن بعض المصادر تنسب له علاقة رومانسية مع النبيلة الكيتوية أنطونيا بيلا بوستامانتي عام 1811.
دراسته ومسيرته العسكرية في إسبانيا
عام 1805، التحق في إسبانيا بالأكاديمية الملكية للنبلاء ليتلقى تكويناً عسكرياً. شارك في حرب الاستقلال ضد جيش نابليون، حيث خدم كمساعد ميداني للجنرال كاستانيوس في معركة باييّن عام 1808، والتي اعتبرت أول هزيمة عسكرية لنابليون. كما قاتل في حصار سرقسطة ومعركة سوموثييرا.
حصل على أوسمة من المجلس المركزي الأعلى. وفي رسالة عُثر عليها بين أوراق هومبولت في برلين، ذكر مونتوفار أن من بين أهداف رحلته إدخال محصول الكينوا إلى إسبانيا، وهو ما كان ممنوعاً من قبل السلطات الاستعمارية، وكان والده مهتماً به اقتصادياً.
المبعوث الملكي ومدافع عن دولة كيتو
عُيّن مونتوفار من طرف المجلس المركزي الأعلى في قادس مبعوثاً ملكياً إلى مقاطعة كيتو، بسلطات واسعة مستقلة عن نواب الملك في البيرو ونويفا غرناطة، بهدف تهدئة الاضطرابات.
سافر في مارس 1810 على متن السفينة "كارمن" برفقة أنطونيو بيّابيثينسيو، ونزل في فنزويلا حيث وجد البلاد على أبواب الاستقلال. حاول إقناع المجلس الحاكم بعدم إعلان القطيعة الكاملة مع إسبانيا، ثم واصل رحلته إلى كارتاخينا وكيتو.
عندما اكتشف أن والده انضم إلى الحركة الاستقلالية، التحق بها هو الآخر، وساهم في تأسيس "دولة كيتو" التي أعلنت استقلالها ووضعت دستورها تحت رئاسة الأسقف خوسيه كويرو إي كايسيدو. تولى مونتوفار قيادة الدفاع العسكري للدولة، لكن هُزمت قواته أمام الجيش الإسباني بقيادة توريفيو مونتيس، واضطر إلى الفرار نحو إيبّارا. وفي ديسمبر 1812، تعرّضت قواته لهزيمة نهائية، فتنقل متخفياً حتى اعتُقل عام 1814 ورُحّل إلى إسبانيا.
هرب في بنما وانضم إلى جيش التحرير في نويفا غرناطة، حيث وصل إلى رتبة عقيد، ثم التحق بجيش سيمون بوليفار الذي عيّنه مساعداً عاماً. شارك في حملة باستو التي انتهت بهزيمة القوات الاستقلالية، فقاتل مشياً على الأقدام بعد أن فقد حصانه، وأبلى بلاءً بطولياً.
وفاته
في 29 يونيو 1816، شارك في معركة كوتشييا ديل تامبو، حيث هُزم الاستقلاليون على يد الإسبان. أُسر مونتوفار، وحكم عليه الجنرال الإسباني خوان دي سامانو بالإعدام، ونُفذ فيه الحكم رمياً بالرصاص من الخلف، كونه عُدّ خائناً، في مدينة بوغا بتاريخ 31 يوليو 1816.
دفنه
بمناسبة الاحتفال بالذكرى المئوية لمعركة بيتشينتشا، قامت "لجنة المئوية" بنقل رفاته من بوغا إلى كيتو في 23 مايو 1922، حيث وُوري في كاتدرائية كيتو الكبرى، ولا يزال مدفوناً هناك حتى اليوم.